# Yuei Uematsu
Yuei Uematsu (植松斎永 Uematsu Yuei?) fue un compositor y contribuidor a largo plazo a la frnquicia de GuitarFreaks & DrumMania, el cual fue muy activo desde el año 2000. Es más conocido por su alias Handsome JET Project con el mismo vocalista, Handsome JET. Yuei también ejerció como ingeniero de audio en las primeras entregas del mismo videojuego. Finalmente, fue director de audio en GuitarFreaksXG & DrumManiaXG.

## Música principal
La siguiente lista muestra las canciones que fueron creadas por el mismo autor y también con los artistas que trabajó para su elaboración:

### beatmania IIDX
- beatmania IIDX 12 HAPPY SKY
  - Little Little Princess

### ee'MALL
- ee'MALL 2nd avenue
  - 純勉夏

### GuitarFreaks & DrumMania
- GUITARFREAKS 3rdMIX & drummania 2ndMIX
  - ANARCHY IN THE U.K.
  - I ONLY WANT TO BE WITH YOU
  - MIDNIGHT SPECIAL
  - SUNNY DAY SUNDAY
  - 春～SPRING～

- GUITARFREAKS 4thMIX & drummania 3rdMIX
  - LIAR! LIAR!
  - NA-NA-NA
  - SEA ANEMONES
  - 愛のしるし
  - ダイナマイト
  - 桜の時

- GUITARFREAKS 5thMIX & drummania 4thMIX
  - CASSANDRA
  - MARIONETTE
  - NEVER AGAIN
  - SILLY GIRL
  - STAY AWAY

- GUITARFREAKS 6thMIX & drummania 5thMIX
  - CLASSIC PARTY triathlon
  - FIREBALL
  - Herring roe
  - IN YOUR EYES
  - Mister magic
  - mottö
  - My Sweet Darlin' 
  - STOP THIS TRAIN
  - TRAIN-TRAIN
  - WAKE ME UP!
  - ボーイフレンド
  - 銀河鉄道999
  - 君のとなりに・・・
  - 夏色
  - 正論
  - 天体観測
  - Can't Help Falling in Love

- GUITARFREAKS 7thMIX & drummania 6thMIX
  - Double Trouble
  - GETAWAY
  - innocent world
  - Look Back Again
  - My first kiss
  - One Phrase Blues
  - ROCKET DIVE
  - ROCKIN' PARADISE
  - 誰?
  - 君のハートに ドキュン
  - ジェットにん ぢん
  - みかんのうた
  - 波乗りジョ ニー
  - 蛹
  - すてきな雨あがり
  - スイマーズ

- GUITARFREAKS 8thMIX & drummania 7thMIX
  - cachaca
  - Infinite
  - Keiko my love
  - MIND YOUR STEP!
  - SUZY AND THE TIME MACHINE
  - The sun shines through rain
  - ファミレス‧ボンバー
  - 人にやさしく
  - 三毛猫ロック
  - ロマンス
  - そっと。
  - ツミナガラ... と彼女は謂う
  - わすれもの

- GUITARFREAKS 9thMIX & drummania 8thMIX
  - Dreams in the night
  - Impulse of Blue
  - LA ARENA ROJA
  - less
  - MODEL DD4
  - Out of breath
  - PARTY HARD
  - S.P.I.P.
  - Shining ray
  - Utopia
  - 月光蝶
  - 花の唄
  - 万華鏡
  - 瞬的愛歌 (JET LOVE)

- GUITARFREAKS 10thMIX & drummania 9thMIX
  - Black Sheep
  - CLASSIC PARTY 復活。
  - Libra
  - Handsome JET L-Project
  - ヘリコプター
  - この子の七つのお祝いに
  - しかられ日和
  - 蒼白

- GUITARFREAKS 11thMIX & drummania 10thMIX
  - Dedication
  - Luvly, Merry- Go-Round
  - Passion
  - Real ～Lサイズの夢～
  - sailing day
  - SUNRISE STREET
  - 赤い鈴
  - 二人はラブラブ(仮)
  - こたつとみかん
  - 鬼姫
  - 琉球ランデブー

- GuitarFreaks V & DrumMania V
  - Destructive Wave
  - Die Zauberflöte
  - DOKI☆DOKI
  - Flow
  - HEAVEN'S COCKTAIL
  - K
  - mushroom boy
  - Plastic Umbrella
  - 哀愁のコリゴリラ
  - ひとりぼっち
  - 妄想学園inokoi組
  - さくらんぼ

- GuitarFreaks V2 & DrumMania V2
  - JJ-road
  - over there
  - 魔法のタルト
  - 南風
  - 夏の扉
  - 最速逃避行
  - No Hesitation
  - クリーンクリーン
  - 僕とサヨナラの合図

### pop'n music
- pop'n music 7
  - 林檎と蜂蜜

- pop'n music 10
  - 明鏡止水